# Patrick McGoohan

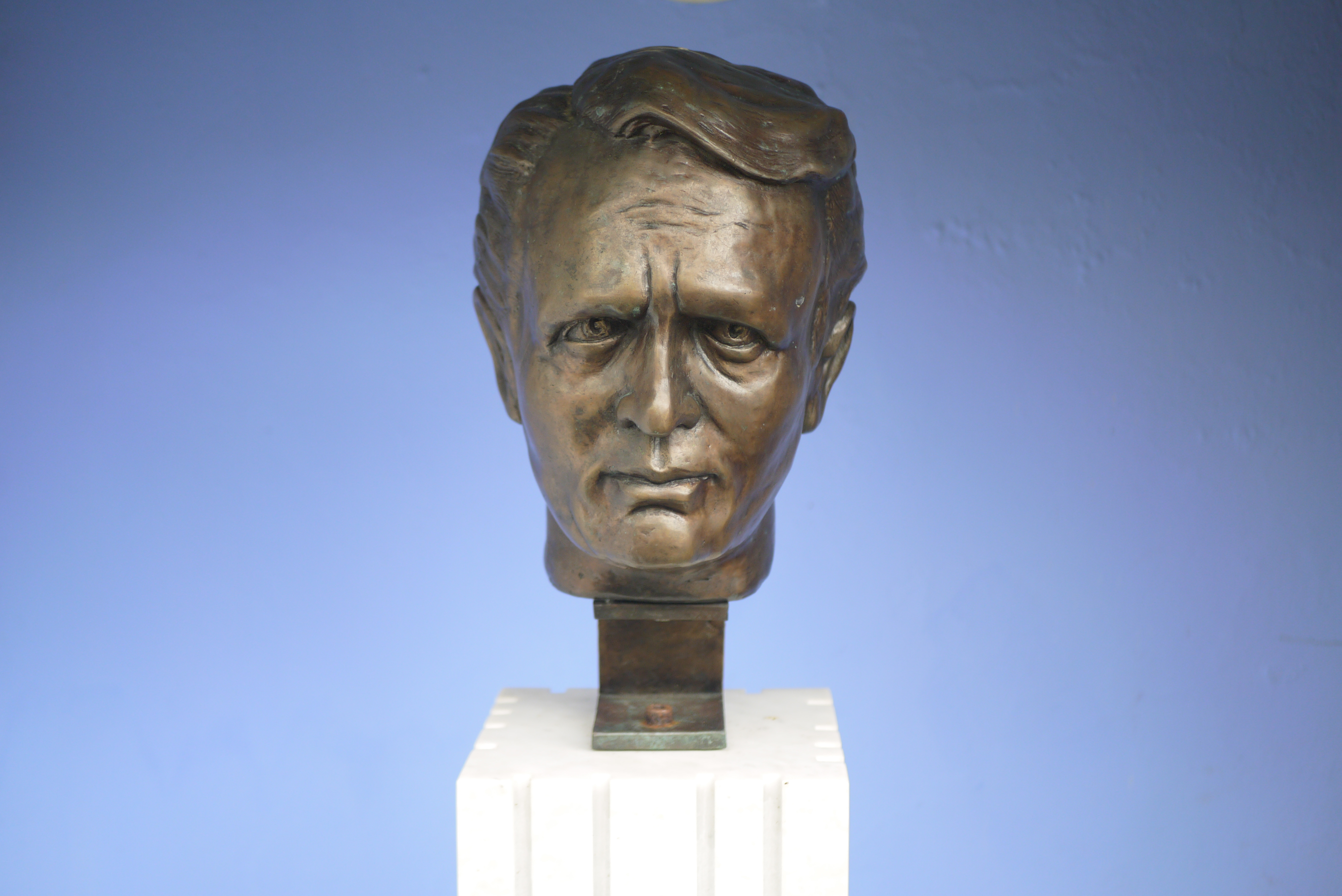
Büste von Patrick McGoohan

Patrick Joseph McGoohan (* 19. März 1928 in Astoria, New York City; † 13. Januar 2009 in Los Angeles, Kalifornien) war ein irisch-amerikanischer Schauspieler und Regisseur. Obwohl in den USA geboren, erlangte er vor allem Bekanntheit durch britische Filme und Fernsehserien.

## Leben
McGoohan wurde in Astoria, Queens, New York City als Sohn des irischen Paars Thomas McGoohan und Rose Fitzpatrick geboren. Die Eltern gingen in die Heimat zurück, um Arbeit zu finden. Sieben Jahre nach dem Umzug nach Mullaghmore, County Leitrim, Irland, zogen sie nach Sheffield, England.
McGoohan besuchte die St Vincent’s School in Sheffield. Während des Zweiten Weltkrieges wurde die Familie nach Loughborough, Leicestershire, evakuiert. Dort besuchte er das Ratcliffe College.
McGoohan sollte nach dem Willen seiner Mutter eigentlich Priester werden. Nach der Schule in Ratcliffe, in der er sich in Mathematik und im Boxen auszeichnete, wurde er zunächst Hühnerfarmer, Bankangestellter und Lastwagenfahrer, bis er eine Anstellung als Bühnenmanager bei der Sheffield Repertory bekam. Zu seiner ersten Rolle kam er durch die Erkrankung eines Schauspielers, für den er einsprang. Hier lernte er auch seine künftige Ehefrau Joan Drummond kennen, die er zwischen einer Probe von  Der Widerspenstigen Zähmung (The Taming of the Shrew) und der Abendvorstellung heiratete.
Als Bühnenschauspieler war er ebenfalls sehr gefragt. Seine Darstellung eines Priesters, der der Homosexualität bezichtigt wurde, in einer Londoner West-End-Produktion beeindruckte Orson Welles derart, dass er McGoohan als Starbuck für seine Yorker Bühnenfassung von Moby Dick verpflichtete. Während McGoohan anderweitig noch als Ersatzmann bei Filmproduktionen für Probeaufnahmen einsprang, unterzeichnete er einen Vertrag mit der Rank Organisation, die als Produktionsfirma für B-Movies bekannt war. Hier wurde er vorwiegend als Bösewicht eingesetzt, wie in Duell am Steuer (Hell Drivers, 1957) oder in Dämon Weib (The Gypsy and the Gentleman, 1958). Nach nur wenigen Filmen löste er den Vertrag auf.
Daraufhin kontaktierte ihn der britische Filmproduzent Lord Lew Grade für eine Fernsehrolle in der Schwarzweiß-Serie Geheimauftrag für John Drake (Secret Agent, auch: Danger Man, 1960). Durch die Erfahrungen mit dem Rank-Vertrag klüger geworden, stellte McGoohan diesmal im Vorfeld allerdings einige Bedingungen: Alle vorkommenden Faustkämpfe sollten sich voneinander unterscheiden, die Figur John Drake sich vor allem seines Gehirns bedienen und nur im Ausnahmefall zur Pistole greifen; vor allem jedoch sollte – zum Entsetzen der Produzenten – auf jeglichen Austausch von Zärtlichkeiten zwischen den Geschlechtern verzichtet werden. Trotzdem bekam er den Vertrag. Die Serie selbst lief dann allerdings nur ein Jahr lang. Auf die Frage eines Reporters, ob er die Serie nicht gerne fortgeführt hätte, sagte McGoohan: „Ich würde lieber zwanzig Fernsehfilme machen, als noch einmal das durchzumachen, was ich bei einem Rank-Vertrag machen musste – wofür ich niemanden tadele, außer mich selbst.“ Die Serie erwies sich dann in der Syndikation bald als Dauerbrenner und erlangte einen gewissen Kultstatus.
Nachdem er einige Filme, darunter auch für Disney, wie Die drei Leben von Thomasina (The Three Lives of Thomasina, 1964) oder Dr. Syn – Das Narbengesicht (The Scarecrow of Romney Marsh, ebenfalls 1964), gedreht, Rollenangebote für James-Bond- und Simon-Templar-Kopien jedoch abgelehnt hatte, kontaktierte ihn Lew Grade erneut mit dem Angebot, noch einmal die Rolle des John Drake zu übernehmen. McGoohan stimmte zu, nachdem die Spieldauer der Geschichten auf 50 Minuten ausgedehnt und die Drehbuchqualitäten verbessert worden waren. Die neuen Serienfolgen waren ungemein populär und McGoohan wurde dadurch für eine Zeit lang zu einem der bestbezahlten Schauspieler in England. Dennoch gab er die Rolle nach der vierten Staffel, von der auch zwei Folgen in Farbe gedreht wurden, wieder auf.
Weitere bekannte Kinofilme mit Patrick McGoohan sind Eisstation Zebra (Ice Station Zebra, 1968), Trans-Amerika-Express (Silver Streak, 1976), Flucht von Alcatraz (Escape from Alcatraz, 1979), Braveheart (1995) und Hysteria (1997). In der Fernsehserie Columbo mit Peter Falk, für die er sich sehr engagierte, fungierte McGoohan als Regisseur und auch als Mitproduzent. In vier Episoden der Serie trat er selbst als Täter auf: In den Folgen Des Teufels Corporal (By Dawn’s Early Light), Tod am Strand (Identity Crisis), Mord nach Termin (Agenda for Murder) und Das Aschenpuzzle (Ashes to Ashes) ist er als Mörder zu sehen.
Patrick McGoohan starb nach kurzer Krankheit am 13. Januar 2009 im kalifornischen Los Angeles.

## Nummer 6
Auf die Nachfrage von Lew Grade, ob McGoohan nach dem Ende von Geheimauftrag für John Drake weiterhin für ihn arbeiten wolle, war dieser vorbereitet; er hatte bereits ein Exposé für eine neue siebenteilige Serie ausgearbeitet. Darin wird ein nicht mehr aktiver Geheimagent entführt und erwacht in einem Gefängnis, das als Urlaubsort getarnt ist. Die Serie wurde auf siebzehn Teile erweitert, da die Form der Mini-Serie seinerzeit noch nicht existierte. Die Serie hatte den Titel Nummer 6 (The Prisoner, 1967) und wurde in der surreal anmutenden Kulisse der nordwalisischen Hotelanlage Portmeirion gedreht. McGoohan war bei dieser Produktion Hauptdarsteller und Regisseur zugleich. Die Serie wurde sehr kontrovers diskutiert, und McGoohan sah sich daher nach der umstrittenen letzten Folge veranlasst, England vorübergehend zu verlassen.

## Filmografie (Auswahl)

### Als Schauspieler
- 1955: Der schwarze Prinz (The Dark Avenger)
- 1955: Eine Frau kommt an Bord (Passage Home)
- 1955: Mai 1943 – Die Zerstörung der Talsperren (The Dam Busters)
- 1955: I Am a Camera
- 1956: Zarak Khan (Zarak)
- 1957: Schau nicht zurück (High Tide at Noon)
- 1957: Duell am Steuer (Hell Drivers)
- 1958: Dämon Weib (The Gypsy and the Gentleman)
- 1958: Velaba ruft (Nor the Moon by Night)
- 1960–1962, 1964–1966: Geheimauftrag für John Drake (Danger Man, Fernsehserie, 86 Folgen)
- 1962: Die heiße Nacht (All Night Long)
- 1962: Brennende Schuld (Life for Ruth)
- 1962: Der Todeskandidat (The Quare Fellow)
- 1963: Die drei Leben des Thomasina (The Three Lives of Thomasina)
- 1967–1968: Nummer 6 (The Prisoner, Fernsehserie, 17 Folgen)
- 1968: Eisstation Zebra (Ice Station Zebra)
- 1968: Danger Man – Das Syndikat der Grausamen (Koroshi, Fernsehfilm)
- 1970: Whisky brutal (The Moonshine War)
- 1971: Maria Stuart, Königin von Schottland (Mary, Queen of Scots)
- 1974: Columbo: Des Teufels Corporal (By Dawn’s Early Light, Fernsehreihe)
- 1975: Columbo: Tod am Strand (Identity Crisis, Fernsehreihe)
- 1975: Nobody ist der Größte (Un genio, due compari, un pollo)
- 1976: Trans-Amerika-Express (Silver Streak)
- 1977: Der Mann mit der eisernen Maske (The Man in the Iron Mask, Fernsehfilm)
- 1977: Rafferty (Fernsehserie, 13 Folgen)
- 1978: Verstecktes Ziel (Brass Target)
- 1979: Flucht von Alcatraz (Escape from Alcatraz)
- 1980: Der Profi-Killer (The Hard Way, Fernsehfilm)
- 1981: Scanners – Ihre Gedanken können töten (Scanners)
- 1981: Kings and Desperate Men
- 1983: Jamaica Inn (Fernsehfilm)
- 1985: Baby – Das Geheimnis einer verlorenen Legende (Baby: Secret of the Lost Legend)
- 1986: Das Bluterbe (Of Pure Blood, Fernsehfilm)
- 1987: Mord ist ihr Hobby (Murder, She Wrote, Fernsehserie, Folge 4x03)
- 1990: Columbo: Mord nach Termin (Agenda for Murder, Fernsehreihe)
- 1995: Braveheart
- 1996: Das Phantom (The Phantom)
- 1996: Die Jury (A Time to Kill)
- 1997: Hysteria
- 1998: Columbo: Das Aschenpuzzle (Ashes to Ashes, Fernsehreihe)
- 2000: Die Simpsons (The Simpsons, Fernsehserie, Folge 12x06, Stimme)
- 2002: Der Schatzplanet (Treasure Planet, Stimme)

### Als Produzent
- 1967: Nummer 6 (17 Folgen)
- 1998: Columbo: Das Aschenpuzzle (Ashes to Ashes, Fernsehreihe)
- 2000: Columbo: Mord nach Takten (Murder with Too Many Notes, Fernsehreihe)

### Als Regisseur
- 1961–1966: Geheimauftrag für John Drake (Danger Man, Fernsehserie, 3 Folgen)
- 1967–1968: Nummer 6 (The Prisoner, Fernsehserie, 5 Folgen)
- 1975: Columbo: Tod am Strand (Identity Crisis, Fernsehreihe)
- 1976: Columbo: Der alte Mann und der Tod (Last Salute to the Commodore, Fernsehreihe)
- 1990: Columbo: Mord nach Termin (Agenda for Murder, Fernsehreihe)
- 1998: Columbo: Das Aschenpuzzle (Ashes to Ashes, Fernsehreihe)
- 2000: Columbo: Mord nach Takten (Murder with Too Many Notes, Fernsehreihe)

### Als Drehbuchautor
- 1967–1968: Nummer 6 (The Prisoner, Fernsehserie, 6 Folgen)
- 1998: Columbo: Das Aschenpuzzle (Ashes to Ashes, Fernsehreihe)
- 2000: Columbo: Mord nach Takten (Murder with Too Many Notes, Fernsehreihe)

## Auszeichnungen
- 1960: British Film Academy Award
- 1975: Emmy für Columbo: Des Teufels Corporal
- 1990: Emmy für Columbo: Mord nach Termin

## Medien
- DVDs mit allen Folgen der Serie The Prisoner sind seit Oktober 2006 als Box im Handel erhältlich. Die Box beinhaltet insgesamt 17 Episoden sowie sog. Alternativfassungen von zwei bekannten Episoden. Auch die vier vom ZDF 1969 nicht synchronisierten Episoden sind als Original mit deutschen Untertiteln enthalten. Seit November 2010 ist neben einer DVD-Neuauflage auch eine Blu-ray Disc erhältlich. Die vier nur untertitelten Episoden aus 2006 wurden vom deutsch-französischen Fernsehsender Arte erstmals synchronisiert. Neuer Synchronsprecher für Patrick McGoohan ist Bernd Rumpf anstelle von Horst Naumann.
- Tonträger mit der Filmmusik zur Serie The Prisoner
- Buch-Biographie: Patrick McGoohan – danger man or prisoner? by Roger Langley, foreword by Peter Falk, Tomahawk Press 2007 (englisch); ISBN 978-0-9531926-4-9
- Michael Striss: Columbo – Der Mann der vielen Fragen. Analyse und Deutung einer Kultfigur. Büchner-Verlag, Marburg 2019, 512 S., ISBN 978-3-96317-176-5.
- Rupert Booth: Not a Number: Patrick McGoohan – A Life. Supernova Books 2011, ISBN 978-0956632920.